# Jacopo Peri
Pour les articles homonymes, voir Peri.
Jacopo Peri est un compositeur et chanteur italien, né à Rome le 20 août 1561, et mort à Florence le 12 août 1633. Il est surnommé lo Zazzerino en raison de son abondante chevelure blond-roux.

## Biographie
En 1588, Jacopo Peri entre au service du grand-duc de Toscane, Ferdinand Ier de Médicis, pour les noces duquel il compose certains intermedi de La Pellegrina. À la mort de son protecteur, il se met au service de son fils et héritier Ferdinand II de Médicis. En 1598, il compose, en collaboration avec Jacopo Corsi, sur un livret d'Ottavio Rinuccini une œuvre intitulée La Dafne, mais dont il ne reste que quelques fragments.
Le 6 octobre 1600, est donné à Florence, à la cour des Medicis, Euridice, le premier opéra qui nous soit parvenu, sur une musique de Jacopo Peri et un livret de Rinuccini. 
Il s'agit d'une pastorale dramatique, entièrement chantée, dans un style nouveau, le stile rappresentativo ou style monodique. L'œuvre est chantée par Peri, lui-même et Vittoria Archilei. Il utilise certaines parties de l'Euridice de Giulio Caccini composée à la même époque et sur le même livret.
Peri s'oppose à Caccini ; le premier est tenant du style récitatif, alors que le second incorpore de fréquents ornements dans ses compositions.

## Œuvre
Jacopo Peri laisse un catalogue de 50 œuvres.

### Opéras
- La Pellegrina, pièce de théâtre lyrique (1589)
- Dafne (1598)
- Euridice (1600)
- Tetide (1608)
- Adone (1611)
- La liberazione de Tirreno e d'Arnea (1617)
- La Sposalizio di Medoro e Angelica (1619)
- La Flora (1628)

(Les trois derniers en collaboration avec Marco da Gagliano).